# Tom Ricketts
Thomas "Tom" Ricketts (15 de enero de 1853 – 20 de enero de 1939) fue un actor, director y guionista cinematográfico angloestadounidense, con una carrera artística desarrollada principalmente en la época del cine mudo, a lo largo de la cual trabajó en un total de casi 350 producciones.

## Biografía

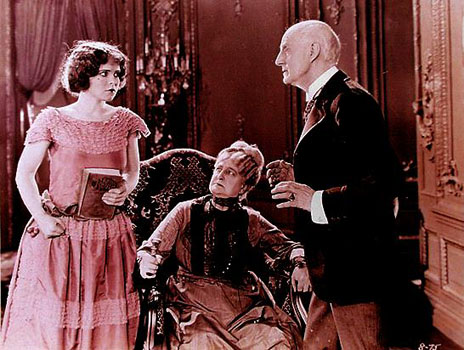
Black Oxen (1923): Clara Bow, Kate Lester y Tom Ricketts

Nacido en Londres, Inglaterra, en sus inicios fue intérprete en los honky tonks de Londres, llegando a ser uno de los mejores actores Shakespearianos de su tiempo. 
Ricketts dirigió su primer film en Hollywood en 1909, Justified. En total, dirigió más de 100 cintas mudas entre 1909 y 1919, pero en 1919 decidió concentrarse en su faceta de actor. Un gran trabajador, Ricketts actuó en casi 200 filmes, hasta el momento de su muerte. Su último film, estrenado el mismo año de su muerte fue uno de los más populares de finales de los años 1930, Son of Frankenstein.
Tom Ricketts falleció a causa de un neumonía en 1939 en Hollywood, California. Fue enterrado en el Cementerio Hollywood Forever de Los Ángeles. Estuvo casado con Josephine Ditt, una actriz que utilizó el nombre artístico de Mrs. Tom Ricketts.

## Selección de su filmografía

### Actor
| - A Christmas Carol (1908) - Girls, de Walter Edwards (1919) - His Official Fiancée, de Robert G. Vignola (1919) - Please Get Married, de John Ince (1919) - The Willow Tree, de Henry Otto (1920) - All of a Sudden Peggy - The Paliser Case, de William Parke (1920) - The Desperate Hero, de Wesley Ruggles (1920) - The Great Lover, de Frank Lloyd (1920) - Black Oxen, de Frank Lloyd (1923) - Circe, the Enchantress, de Robert Z. Leonard (1924) | - Wages for Wives, de Frank Borzage (1925) - Just Married, de Frank R. Strayer (1928) - The Vagabond King, de Ludwig Berger y Ernst Lubitsch (1930) - Prince of Diamonds, de Karl Brown (1930) - Sweet Kitty Bellairs, de Alfred E. Green (1930) - Scarlet Pages, de Ray Enright (1930) - Du Barry, Woman of Passion, de Sam Taylor (1930) - The Life of the Party, de Roy Del Ruth (1930) - Pursued, de Louis King (1934) - Escapade, de Robert Z. Leonard (1935) |

### Director
| - Justified (1909) - Gratitude (1909) - A Woman's Wit (1909) - Maud Muller (1909) - The Game (1909) - The Adventuress (1910) - His Only Child (1910) - Baby's First Tooth - The Hand of Uncle Sam (1910) - The Stolen Fortune (1910) - A Quiet Boarding House (1910) - A Darling Confusion (1910) - An Advertisement Answered (1910) - The Thief (1910) - A Fair Exchange (1910) - Whist! (1910) - Romantic Redskins - The Lure of the City - Starlight's Devotion - The Regeneration - Vera, the Gypsy Girl - The Transgressor (1911) - The Professor's Romance (1911) - In the Commissioned Ranks (1911) - The Truth (1911) - The Stolen Necklace (1911) - His Wife (1911) - The Little Burglar (1911) - Hands Across the Cradle (1911) - The Young Doctor (1911) | - Let Us Smooth the Way (1911) - Desperate Desmond Almost Succeeds - His Vacation (1911) - Just Two Little Girls (1911) - The Best Man Wins (1911) - Desperate Desmond Fails (1912) - A Brave Little Woman (1912) - Desperate Desmond on the Trail Again - The Revelation - The Unknown Model - The Feudal Debt - Over a Cracked Bowl - The Bachelor and the Baby (1912) - The Cub Reporter's Big Scoop - The Torn Letter (1912) - A Pair of Baby Shoes - The Ten of Diamonds - The Foreign Spy (1912) - The Belle of Bar-Z Ranch - The Dawn of Netta - The Story of a Wallet - Maud Muller (1912) - Daylight (1914) - The Hermit (1914) - Damaged Goods (1914) - Out of the Darkness (1914) - She Never Knew (1915) - Coals of Fire (1915) - The Echo (1915) |

### Guionista
- The Best Man Wins, de Tom Ricketts (1911)